# Filmfare Award 1967
Der 14. Filmfare Award wurde am Anfang des Jahres verliehen. Bei dieser Verleihung gibt 17 verschiedene Kategorien. Nur bei den Beliebtheitspreisen gibt es mehrere Nominierungen. Die Filmfare Awards Bester Playbacksänger und Beste Playbacksängerin waren damals nur eine Kategorie, deswegen hat Lata Mangeshkar diesen Preis nicht gewonnen.

## Gewinner und Nominierte
| Meiste Filmfare Awards | Guide (7 Filmfare Awards) |

| Kategorie               | Filmtitel                                                                | Gewinner                      | Weitere Nominierungen                                                                          |
| Bester Film             | Guide                                                                    | Dev Anand                     | Anupama Mamta                                                                                  |
| Beste Regie             | Guide                                                                    | Vijay Anand                   | Asit Sen für Mamta Hrishikesh Mukherjee für Anupama                                            |
| Bester Hauptdarsteller  | Guide                                                                    | Dev Anand                     | Dharmendra für Phool Aur Patthar Dilip Kumar für Dil Diya Dard Liya                            |
| Beste Hauptdarstellerin | Guide                                                                    | Waheeda Rehman                | Meena Kumari für Phool Aur Patthar Suchitra Sen für Mamta                                      |
| Bester Nebendarsteller  | Afsana                                                                   | Ashok Kumar                   | Rehman für Dil Ne Phir Yaad Kiya Pran für Dil Diya Lard Kiya                                   |
| Beste Nebendarstellerin | Do Badan                                                                 | Simi Garewal                  | Shashikala für Phool Aur Patthar Shashikala für Anupama                                        |
| Bester Komiker          | Pyar Kiye Jaa                                                            | Mehmood                       | Mehmood für Love In Tokyo Om Prakash für Pyar Kiye Jaa                                         |
| Beste Story             | Guide                                                                    | R. K. Narayan                 | Hrishikesh Mukherjee für Anupama Nihar Ranjan Gupta für Mamta                                  |
| Beste Musik             | Suraj                                                                    | Shankar-Jaikishan             | Sachin Dev Burman für Guide Ravi für Do Badan                                                  |
| Bester Liedtext         | Baharon Phool – Suraj                                                    | Hasrat Jaipuri                | Shailendra für Sajan Re Jhoot – Teesri Kasam Shakeel Badayuni für Naseeb Mein Jiske – Do Badan |
| Bester Playbacksänger   | Baharon Phool – Suraj                                                    | Mohammed Rafi                 |                                                                                                |
| Beste Playbacksängerin  | –                                                                        | –                             | Lata Mangeshkar für Loo Aa Gayi – Do Badan Lata Mangeshkar für Kaanto Se Kheech – Guide        |
| Bester Dialog           | Guide                                                                    | Vijay Anand                   |                                                                                                |
| Bester Schnitt          | Phool Aur Patthar                                                        | Vasant Borkar                 |                                                                                                |
| Beste Kamera            | Anupama (Schwarzweißfilm) & Guide (Farbfilm)                             | Jaywant Pathare & Fali Mistry |                                                                                                |
| Bestes Szenenbild       | Yeh Raat Phir Na Aayegi (Schwarzweißfilm) & Phool Aur Patthar (Farbfilm) | Sant Singh & Shanti Das       |                                                                                                |
| Bester Ton              | Mera Saaya                                                               | Manohar Amberkar              |                                                                                                |
| Bester Dokumentarfilm   | Handicrafts of Rajasthan                                                 | Clement Baptista              |                                                                                                |